# 多伦多 (南达科他州)
多伦多（英語：Toronto），是美国南达科他州下属的一座城市。根据2010年美国人口普查，该市有人口211人。论人口在本州排行第176。